# Міскар
Міскар — офшорне газове родовище у туніському секторі Середземного моря. Станом на середину 2010-х років найбільше в Тунісі.

## Опис
Родовище відкрила у 1975 році французька компанія Elf Aquitaine (один із попередників Total), яка однак не стала його розробляти через відсутність внутрішнього ринку та недостатність запасів для експорту. Лише у 1990-х роках компанія BG провела дорозвідку та зайнялась розвитком проекту. Поклади вуглеводнів пов'язані з епохою пізньої крейди та знайдені у карбонатах формації Biren (туронський та коньякський яруси) та крейді формації Абіод (кампанський та маастрихтський яруси).
Міскар розташоване в затоці Габес за 122 км від узбережжя, в районі з глибиною моря 62 метри. Видобуток розпочався у 1996 році, при цьому первісно облаштування родовища складалося з платформи Міскар-А та трьох видобувних свердловин. У 2000-х роках платформу доповнили компресорним модулем, крім того, ввели в експлуатацію ще 6 свердловин та платформу Міскар-B із житловим модулем. В результаті на початку 2010-х видобуток газу на родовищі досяг рівня 7,6 млн м3 газу та 8 тисяч барелів конденсату на добу.
Видобутий газ спрямовується по трубопроводу діаметром 600 мм та довжиною 125 км на газопереробний завод Ганнібал, розташований за 21 км на південь від міста Сфакс. Тут він проходить суттєву очистку, оскільки містить велику кількість сірководню, діоксиду вуглецю та азоту. Головним споживачем газу з Міскар є туніська електроенергетична компанія Société Tunisienne de l'Electricité et du Gaz. Конденсат транспортується по трубопроводу з ГПЗ Ганнібал до порту La Skhira.
Запаси родовища оцінюються у 28 млрд м3 газу.